# Episodi di Flikken - Coppia in giallo (decima stagione)
La decima stagione della serie televisiva Flikken - Coppia in giallo (Flikken Maastricht) è andata in onda nei Paesi Bassi dal 28 agosto 2015 su AVROTROS.
In Italia è stata trasmessa nel 2017 su Rete4.
| nº | Titolo originale  | Titolo italiano      | Prima TV Paesi Bassi | Prima TV Italia |
| -- | ----------------- | -------------------- | -------------------- | --------------- |
| 1  | Overvallen        | Una strana rapina    | 28 agosto 2015       |                 |
| 2  | Het Model         | La modella           | 4 settembre 2015     |                 |
| 3  | Gekte             | Il testamento        | 11 settembre 2015    |                 |
| 4  | De Voortvluchtige | Il fuggitivo         | 18 settembre 2015    |                 |
| 5  | Stappen           | Fantasmi dal passato | 25 settembre 2015    |                 |
| 6  | Het Dispuut       | La stanza chiusa     | 2 ottobre 2015       |                 |
| 7  | De Wethouder      | L'assessore          | 9 ottobre 2015       |                 |
| 8  | Plan B            | Piano B              | 16 ottobre 2015      |                 |
| 9  | Het Stuk          | Il dramma            | 23 ottobre 2015      |                 |
| 10 | Klem              | La trappola          | 30 ottobre 2015      |                 |
| 11 | Safe?             | In salvo?            | 6 novembre 2015      |                 |